# Heimaklettur
A Heimaklettur Vestmannaeyjar legnagyobb szigetének, a Heimaey szigetnek és egyben az egész szigetcsoportnak a legmagasabb hegye. A hegyről ragyogó kilátás nyílik, a felmászást két beépített falépcső könnyíti meg. 

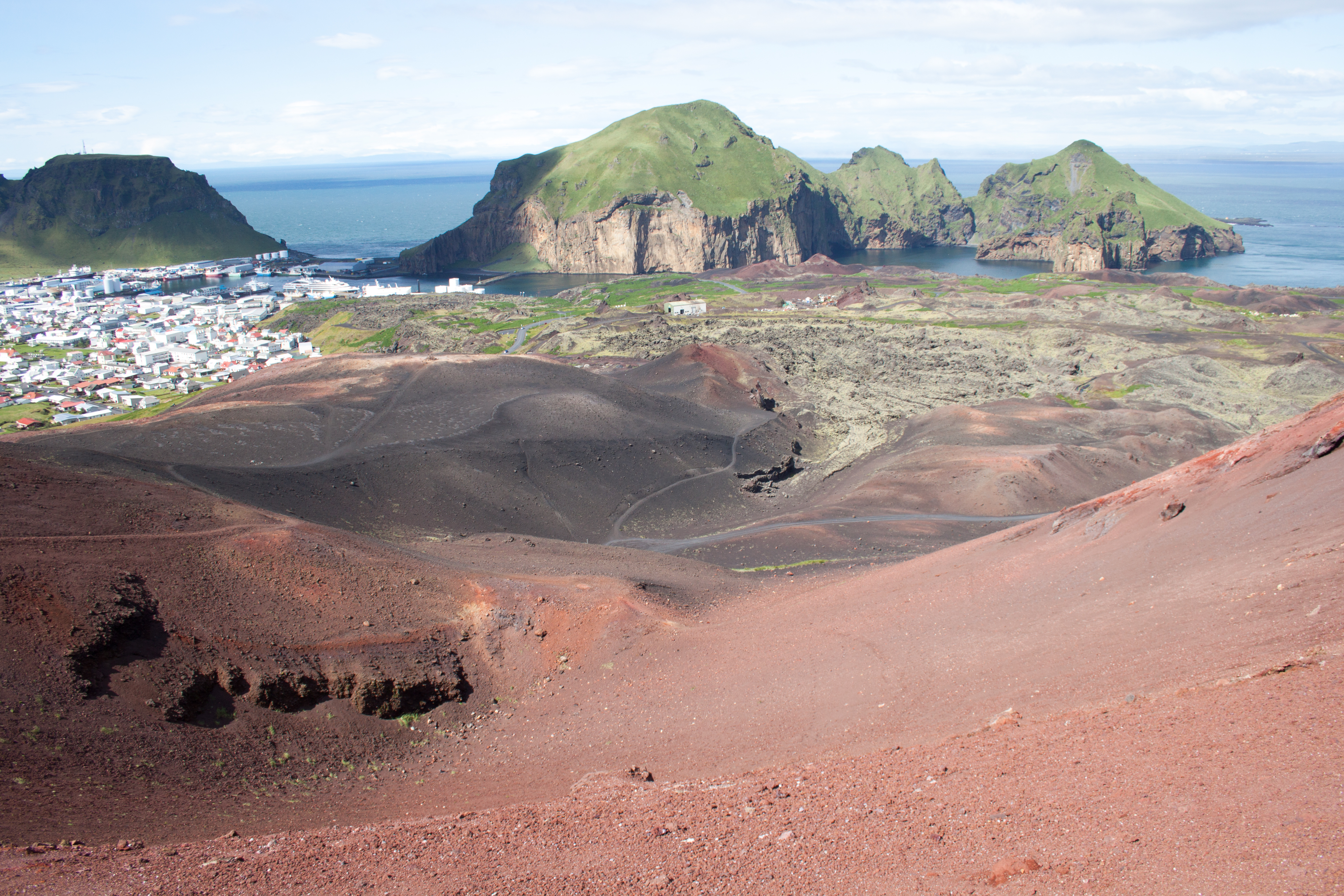
A Heimaklettur az Eldfell krátere felől, a háttérben középen, jobbra tőle a Midklettur, majd az Yztiklettur

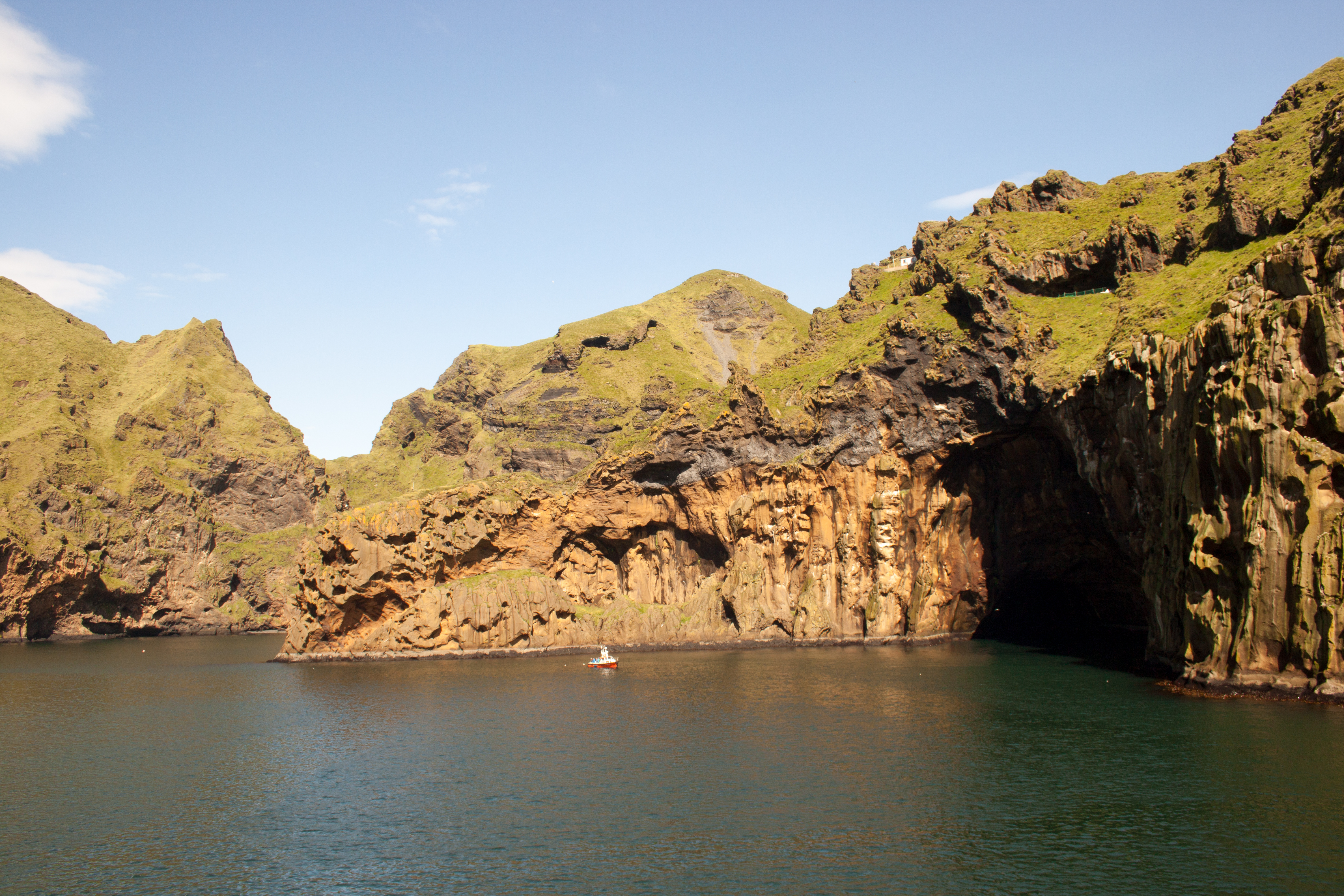
A barlang egy kirándulóhajóval

## Elnevezése
Neve magyarul „hazai sziklát” jelent és azt jelzi, hogy a magas, jellegzetes hegyrög rossz látási viszonyok között hasznos tájékozódási pontul szolgált a régi hajósoknak is.

## Történet
Mintegy 10 ezer évvel ezelőtt keletkezett tenger alatti vulkánkitörés révén, a Heimaey sziget legidősebb részéhez tartozik. Anyaga főleg hyaloklasztit a tetején némi bazalttal.
A hegy északi részén egy gazdag növényzetű rész a hagyomány szerint annak az ír rabszolgának a nevét viseli, aki innen vetette magát a mélybe üldözői elől. Azokhoz az írekhez tartozott, akik az izlandi honfoglalás idején megölték Hjorleifur Hrodmarssont és utána a szigetre menekültek.
A hegy tövében, a kikötőt északról elzáró homokháton valószínűleg ősi pogány templom állt. A kereszténység felvételekor I. Olaf norvég király két vezető izlandi törzsfővel egy hajórakomány fát küldött a szigetre egy keresztény templom építéséhez.
A hegy keleti, Midklettur nevű nyúlványának tövében tartották Keikót, a kardszárnyú delfint, a „Free Willy” című sikeres film állat-főszereplőjét 1998-ban a ketrecében. Innen bocsátották ki a szabad tengere 2003-ban. Még keletebbre, az Yztiklettur nevű hegynyúlvány tövében található a Klettshellir barlang, ahová kis kirándulóhajókkal is be lehet hajózni. Az ilyen látogatások során mindig megszólaltatnak egy hangszert, bemutatandó a barlang kitűnő akusztikáját.